# 앨릭스 새뮤얼
알렉산더 킨로 새뮤얼(Alexander Kinloch Samuel, 1995년 9월 20일, 네스~ )는 웨일스 축구 선수이다. 현재 EFL 리그 원의 위컴 원더러스에서 공격수로 뛰고 있다.